# وینترلینگن
وینترلینگن (به آلمانی: Winterlingen) یک شهر در آلمان است که در تسولرنالبکرایس واقع شده‌است. وینترلینگن ۶٬۷۱۶ نفر جمعیت دارد.

## خواهرخوانده
شهر Izbica خواهرخواندهٔ وینترلینگن هست.